# 신태라
신태라(1973년 9월 16일 ~ )은 대한민국의 영화 감독, 각본가이다. 그는 1992년 단편 영화 《온화한 하루》로 데뷔했다. 서울예술대학 영화학 졸업.

## 필모그래피
| 연도 | 제목                        | 감독   | 각본가 | 기타                             |
| ---- | --------------------------- | ------ | ------ | -------------------------------- |
| 1992 | 온화한 하루                 | 예     | 예     | 단편 영화                        |
| 1997 | 편지                        | 아니요 | 아니요 | 녹음부                           |
| 2004 | 마지막 늑대                 | 아니요 | 아니요 | 현장편집                         |
| 2004 | 내 남자의 로맨스            | 아니요 | 아니요 | 현장편집                         |
| 2005 | 철수 영희                   | 아니요 | 아니요 | CG, 편집                         |
| 2006 | 브레인웨이브                | 예     | 예     | 제작, 녹음 등에 참여             |
| 2007 | 검은 집                     | 예     | 아니요 |                                  |
| 2009 | 7급 공무원                  | 예     | 아니요 |                                  |
| 2011 | 27년 후                     | 예     | 예     | 단편 영화, 촬영, 녹음, 편집 참여 |
| 2012 | 차형사                      | 예     | 아니요 |                                  |
| 2016 | 바운티 헌터스: 현상금사냥꾼 | 예     | 예     | 중국 영화                        |

## 기타 경력
- 1999년 한국영화아카데미 16기
- 2010년 제9회 미쟝센단편영화제 코미디부문 심사위원[1]

## 수상
- 2011년 미국 LA 3D영화제 경쟁부문 심사위원 그랜드 프라이즈